# Tipula (Vestiplex) serrulata
Tipula (Vestiplex) serrulata is een tweevleugelige uit de familie langpootmuggen (Tipulidae). De soort komt voor in het Nearctisch gebied.